# Pere Barrera i Volar

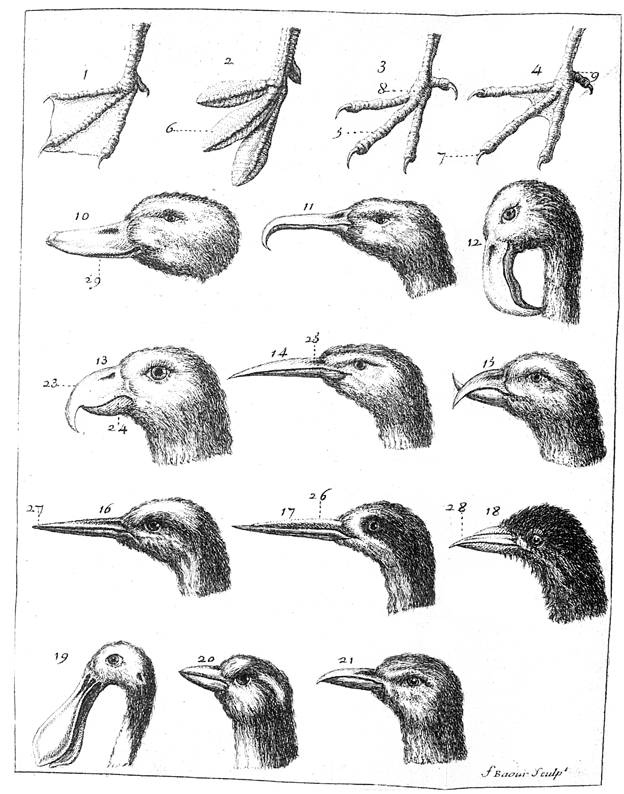
Làmina de l'Ornithologiae Specimen de Pere Barrera que mostra el seu sistema de classificació dels ocells

Pere Barrera i Volar (francès: Pierre Barrère)  (Perpinyà, c. 1690 - Perpinyà, 1 de novembre de 1755)  va ser un metge i naturalista nord-català, un dels primers botànics dels Països Catalans.

## Biografia
Després d'estudiar Medicina a la seva ciutat natal, s'hi doctorà el 1717 amb una tesi sobre els plantes medicinals, i passà a exercir-hi de metge. El 1721, i per recomanació d'Antoine de Jussieu (professor de botànica al Jardí Reial de les Plantes Medicinals, a París, l'actual Museu Nacional d'Història Natural de França), que s'havia interessat per la seva tesi doctoral), el regent francès Felip d'Orleans el nomenà metge i botànic reial a Caiena, a fi que en pogués estudiar i recol·lectar la flora de la zona; visqué a la Guaiana des del 1722 i fins que una epidèmia de febre groga l'expulsà el 1725. De tornada a França, rebé el nomenament de membre de l'Acadèmia de Ciències Francesa i el 1727 obtingué la càtedra de botànica a la facultat de medicina de Perpinyà. Esdevingué també doctor de l'hospital militar de la ciutat (1728), rector de la Universitat (1737 i 1755) i protometge (metge primer) del Rosselló (1753). La Reial Societat de Ciències de Montpeller el nomenà membre corresponent. Publicà estudis sobre una diversitat de temes: medicina, ciències naturals (especialment botànica) i fins i tot paleontologia i antropologia. Hom l'homenatjà dedicant-li el gènere Barreria Scop. el 1777 (que hom comunament denomina Poraqueiba Aubl.), una icacinàcia; i molt més modernament, l'espècie Vanilla barrereana (Y. Veyret & Szlach.), una orquídia.

### Ornitologia
El 1745 va publicar la important obra Ornithologiae Specimen Novum que classificava totes les espècies d'aus segons la forma del bec i de les potes. El seu esquema dividia els ocells en quatre grups: els palmípedes, els semi palmípedes, els fissípedes i els semi-fissípedes, i no feia cap subdivisió més fins als gèneres i les espècies, que no ordenava gaire sistemàticament. La seva proposta de classificació, que dedicà al conegut naturalista Buffon, fou aviat abandonada. Germà Colón i Josep Tormo en publicaren el 2003 la traducció catalana.

### Altres temàtiques
La seva producció s'inicià amb un tractat sobre les plantes remeieres (1740), i publicà als anys 1741 i 1743 les seves experiències a la Guaiana i a Caiena, en un primer volum dedicat al món natural i un de segon a la geografia humana. A l'any següent que aparegués el seu tractat sobre els ocells (1746), va publicar un extens estudi sobre la natura i l'origen dels fòssils, descrivint-ne molts de recuperats a Catalunya i als Pirineus; les restes de mol·luscs marítims trobades als Alps el feren concloure encertadament que la zona havia estat coberta per l'oceà en el passat. Més endavant, el 1753, publicà un estudi d'anatomia a partir de l'estudi de cadàvers. El seu tractat inèdit Topographia botanica ruscinonensis és l'"estudi florístic més antic que es conserva dels Països Catalans" (GREC), i a més dels noms pre-linnears de les plantes, sovint se n'indiquen també les denominacions franceses, catalanes o totes dues. Per la correspondència entre Linneu i Barrera, se sap que el perpinyanenc coneixia bé el barceloní Jaume Salvador i Pedrol, potser l'exponent més destacat de la família de botànics i farmacèutics Salvador.

## Obres

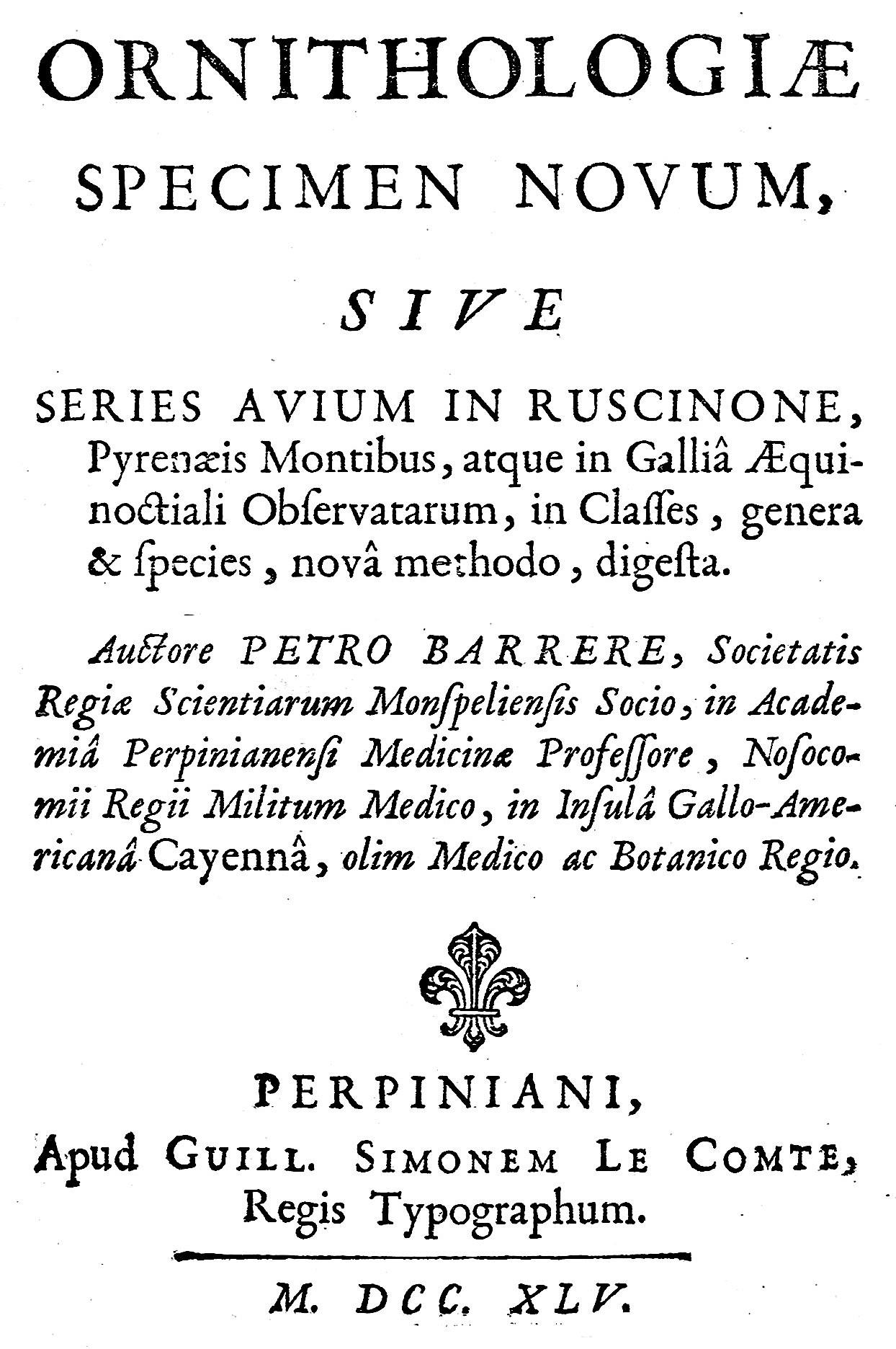
Portada de l'Ornithologiæ Specimen Novum (1745)

- Topographia botanica ruscinonensis, manuscrit inèdit conservat a la biblioteca municipal de Nimes
- Catalogue des fossiles du Roussillon, du Béarn et de la Navarre, manuscrit inèdit
- Question de médecine, où l'on examine si la théorie de la botanique ou la connaissance des plantes est nécessaire à un médecin Narbonne: Guillaume Besse, 1740[nt 4]
- Dissertation sur la cause physique de la couleur des nègres, de la qualité de ses cheveux et de la génération de l'une et de l'autre Paris: P.G. Simon, 1741 [nt 5]
- Dissertatio physico-medica, cur tanta humani ingenii diversitas Paris, 1742
- Mémoire sur la cuture du riz (Sur la manière dont les Espagnols cultivent le riz), contribució a Mémoires de l'Académie des Sciences de Montpellier (1743)
- Essai sur l'histoire naturelle de la France équinoxiale, ou Dénombrement des plantes, des animaux et des minéraux qui se trouvent dans l'isle de Cayenne, les isles de Remire, sur les Côtes de la Mer et dans le continent de la Guyane París: Piget, 1741 (Text[Enllaç no actiu]) (segona edició, París: Veuve Piget, 1749)
- Nouvelle Relation de la France équinoxiale, contenant la description des côtes de la Guiane, de l'île de Cayenne, le commerce de cette colonie, les divers changements arrivés dans ce pays, et les mœurs et coutumes des différents peuples sauvages qui l'habitent; avec les figures dessinées sur les lieux Paris: Piget, 1743 (Text)
  - Neue Beschreibung von Guiana, capítol de l'obra de diversos autors Neue Reisen nach Guiana, Peru und durch das südliche America, Worin die Merkwürdigkeiten dieser Länder nebst den Sitten und Gewohnheiten der Einwohner beschrieben werden, aus dem Französischen übersetzt Göttingen: A. Vandenhöecks Wwe, 1751
- Ornithologiae Specimen Novum, sive Series Avium in Ruscinone, Pyrenaeis Montibus, atque in Galliâ Aequinoctiali Observatarum, in Classes, genera & species, novâ methodo, digesta Perpiniani: G.S. Le Comte, 1745
  - Germà Colón, Pierre Barrère, Josep Tormo Colomina L'ornitologia rossellonesa de Pere Barrere (1745) Castelló de la Plana: Societat Castellonenca de Cultura, 2003 (text en català, facsímil en llatí) ISBN 848611330X
- Observations sur l'origine et la formation des pierres figurées, et sur celles qui, tant extérieurement qu'intérieurement, ont une figure régulière & déterminée Paris, D'Houry pere et Laurent D'Houry fils, 1746
- Observations anatomiques tirées des ouvertures d'un grand nombre de cadavres propres à découvrir la cause des maladies et leurs remèdes Perpignan : G. S. Le Comte, 1751 (nova edició, Perpignan: J. B. Reynier, 1753) [7]